# Коренная раса

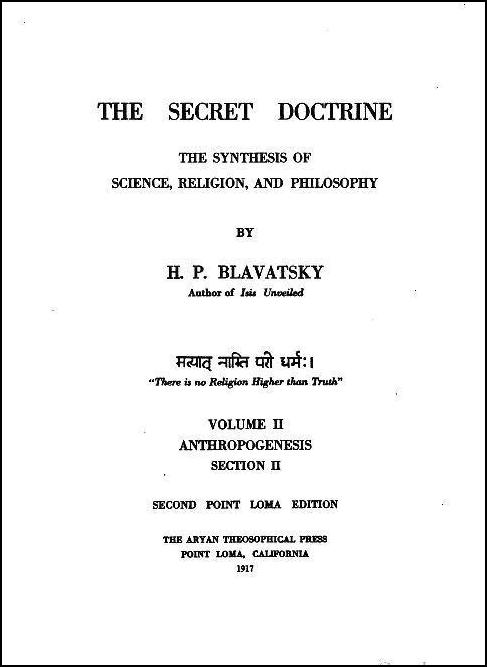
«Тайная доктрина», том II, изд. 1917 г.

Коренная раса (англ. Root race) — теософский термин, применяемый для обозначения каждой из семи стадий эволюции человечества на какой-либо планете в эзотерическом антропогенезе, изложенном в книге Елены Петровны Блаватской «Тайная доктрина» (1888).
В течение любого из семи таких этапов эволюции преобладает один из семи основных типов человека. В «Тайной доктрине» утверждается, что развитие коренных рас неразрывно связано с изменением географического лика планеты: разрушением одних континентов и появлением других. Однако, замечает Блаватская, следует иметь в виду, что как для расовой эволюции, так и для смещений и перемещений материковых масс, невозможно провести чёткую границу между окончанием старого порядка и началом нового.
Большая часть теософии Блаватской сохранилась в современной теософской литературе и заимствована из индуизма, тибетского буддизма, гностицизма и люциферианского оккультизма. Первый источник внес вклад в теософскую теорию «расового цикла», согласно которой происходит периодическая смерть и возрождение (юга) человеческой расы, избавляя человечество от слабых и старых «эго» и обеспечивая духовное развитие. На вершине нынешнего цикла человечества находятся «арийцы»; на противоположном конце стоят «лемурийцы», древняя раса, воплощающая «наименее развитые эго», которые, тем не менее, бросили вызов закону расовых циклов, пережив несколько юг вплоть до наших дней. «Тайная доктрина» рассматривает иудейскую веру как вредную для человеческой духовности. В оккультной традиции (как, например, у духовной преемницы Блаватской Алисы Бейли), лемурийцы дали начало евреям. Каждая раса несёт особую карму, причём утверждается, что страдания евреев на протяжении истории справедливо вызваны их «расовой кармой».
Влияние учения Блаватской простиралось далеко за пределы теософских кругов и проявилось в идеологии нацизма. Идея коренных рас оценивается неоднозначно, в частности, из-за её связи с теориями расового превосходства одной части человечества над другой.

## Предшественники и последователи
Как утверждал историк Джеймс Вебб, оккультная концепция последовательных доисторических рас, позже принятая Блаватской, первоначально была предложена французским автором Антуаном Фабр д’Оливе в его «Histoire philosophique du genre humain» (1824).
Наиболее полно идеи Блаватской были позднее раскрыты такими теософами, как Уильям Скотт-Эллиот — в его книгах «История Атлантиды» (1896) и «Лемурия — исчезнувший континент» (1904), и Анни Безант и Чарльз Ледбитер — в их книге «Человек: откуда, как и куда» (1913). Эти авторы утверждали, что сведения о коренных расах были получены ими с использованием ясновидения.
В XX веке теория коренных рас разрабатывалась австрийским философом-мистиком Рудольфом Штейнером. Анализируя взгляды теософов, Штейнер писал в своей книге «Из акаша-хроники»:

«В сущности, о „расах“ можно начать говорить, лишь когда в указанном третьем главном состоянии — лемурийском — развитие достигает приблизительно своей второй трети. Только тогда образуется то, что теперь называют „расами“. Оно удерживает тогда этот „расовый характер“ на все времена атлантического развития — четвёртого главного состояния — и дальше вплоть до нашего времени или пятого главного состояния. Однако уже в конце нашего пятого периода слово „раса“ потеряет опять всякий смысл. Человечество в будущем будет расчленено на такие части, которые больше нельзя уже будет назвать „расами“. Ходовая теософская литература произвела в этом отношении много путаницы. В особенности это произошло благодаря одной книге, — которая с другой стороны обладает большою заслугою: она впервые в новейшее время сделала популярным теософское мировоззрение, благодаря книге А. П. Синнетта „Эзотерический буддизм“. В ней новое развитие изображено так, словно „расы“ вечно одинаковым образом повторяются через мировые кругообороты. Но это совершенно не так. И то, что заслуживает название „расы“, также возникает и исчезает. И выражение „раса“ следовало бы применять только к определённому промежутку развития человечества. До и после этого промежутка лежат формы развития, представляющие собою нечто совсем иное, чем „расы“».
В учении Макса Генделя семь стадий человеческой эволюции, совершающейся на Земле, названы «эпохами»: Полярной, Гиперборейской, Лемурийской, Атлантической, Арийской (текущая), Шестой и Седьмой (будущие).

## Краткий обзор антропогенезиса

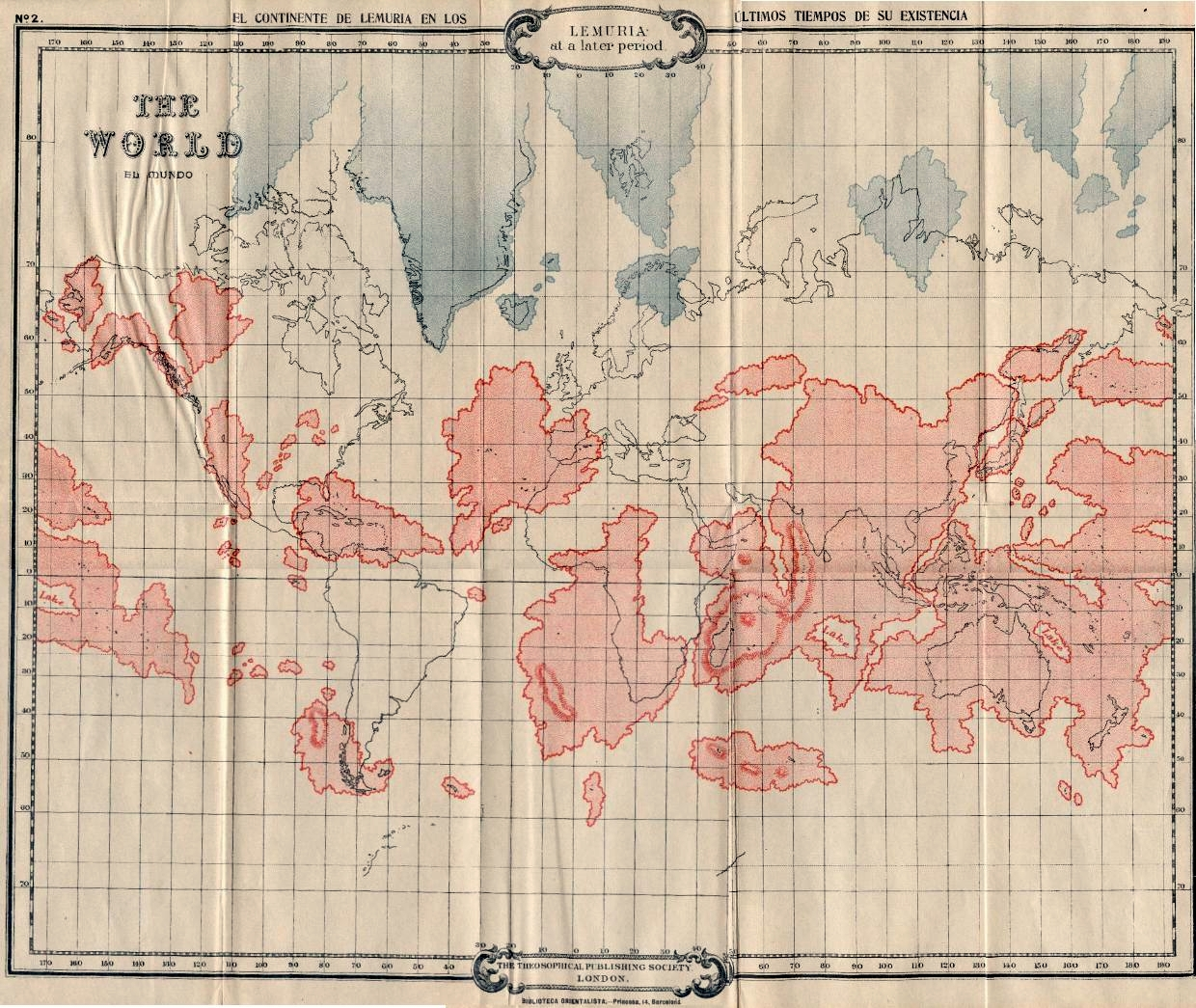
Карта Лемурии на фоне современных континентов: красным показана Лемурия, синим — остатки Гипербореи (из книги Уильяма Скотт-Эллиота «Лемурия — исчезнувший континент»).

С точки зрения теософов, как писал религиовед В. А. Трефилов, человеческая эволюция представляет собой процесс развития сменяющих друг друга семи рас. Первая коренная раса Земли состояла из студенистых аморфных существ и «получила своё дыхание жизни от солнца». Вторая обладала «более определённым составом тела», третья, лемурийская, состояла из обезьяноподобных существ гигантских размеров. В эпоху, когда третья коренная раса Земли завершала свой цикл, на Земле появляются представители высокоразвитого человечества с планетарной цепи Венеры. Они поселяются на Земле как «божественные учителя младенческого человечества» и вносят в животного человека «искру» — зачаток человеческой души. Затем появляется четвёртая, атлантическая, раса. Пятая, или арийская, раса развивалась под непосредственным руководством высшего существа, условно называемого Ману.
Человечеству предстоит завершить цикл пятой коренной расы и пройти процесс эволюции в эпоху шестой и седьмой рас. В конце седьмой расы [седьмого круга седьмой сферы], по окончании земной манвантары, наша планетарная цепь передаст плоды своих достижений последующей цепи. Это будут божественно совершенные люди, подобные Будде и Ману, которые примут управление новой эволюцией под руководством планетарного Логоса.
Д-р Элвин Кун, излагая идеи Е. П. Блаватской, писал, что человек был первым из млекопитающих, прибывших в Четвёртый Круг. Он появился в Первой коренной расе Круга несколько сотен миллионов лет назад. Но он не был таким существом, каким мы его знаем теперь. Он тогда ещё не состоял из трёх компонентов: тела, ума и духа. Его тело создавалось за счёт постепенного нарастания вещества вокруг чисто эфирной или астральной матрицы, или оболочки, подготовленной для этого Лунными Питри (предками), которые во время трёх предыдущих Кругов последовательно прошли через царства минералов, растений и животных.
Человечество на протяжении двух рас развивало физическое тело, сопоставимое с тем, что есть у нас. Первая коренная раса не имела собственного названия, она населяла «Несокрушимую Священную Страну», о которой у нас немного информации. Люди этой расы были бескостными, их тела были мягкими; фактически, это были «организмы без органов».

Гиперборея, второй большой континент, стал домом Второй коренной расы, гиперборейской. Этот континент, как писала Блаватская, лежал вокруг области нынешнего Северного полюса. Но климат тогда был мягким и даже тропическим, вследствие иного положения земной оси (Блаватская утверждает, что ось дважды радикально перемещалась); тогда на острове Гренландия был жаркий климат и обильная растительность. Как остатки Гипербореи, упоминаются Шпицберген и Новая Земля.

Третья коренная раса (лемурийская) населяла обширный континент, занимавший регионы от нынешней пустыни Гоби — на севере и до Индийского океана, Мадагаскара и Новой Зеландии — на юге. Блаватская даёт его границы с достаточной определённостью. Австралия — один из его остатков, так же как и остров Пасхи, ставший предметом множества дискуссий. Некоторые из австралийских аборигенов, как и некоторые островитяне, — это потомки лемурийцев. Лемурия была разрушена, главным образом, огнём (вулканами), и, в конечном счёте, погрузилась в океан.

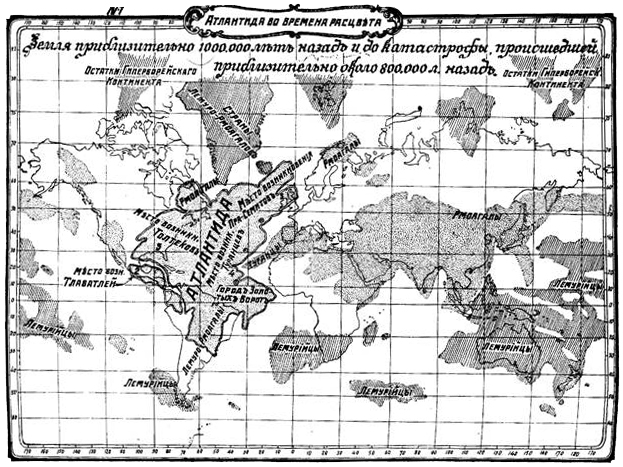
Атлантида в эпоху расцвета (из книги Уильяма Скотт-Эллиота «История Атлантиды»)

Когда Лемурия затонула, в Атлантическом океане возник её преемник — континент, ставший домом Четвёртой коренной расы. Это легендарная Атлантида, о которой писали Платон и другие авторы, знание о существовании которой, как писала Блаватская, было повсеместным у древних народов. Четвёртая раса процветала там приблизительно 850 000 лет назад, хотя последняя часть её, остров Посейдонис, затонул всего лишь одиннадцать тысяч лет назад. Этот заключительный катаклизм послужил основой распространённого мифа о потопе. Поздние лемурийцы и атланты были такими же людьми, как и представители существующего человечества, имеющими все три компонента: ум, тело и дух. По некоторым направлениям развития они достигли уровня, который намного превышал наш собственный; они обладали психическими силами, с которыми мы вообще не знакомы; у них были воздушные корабли, использовавшие неизвестный нам способ передвижения.
Последователи теософии считают, что расы-прародители не исчезают в один момент при появлении их преемников, поэтому многие средиземноморские нации были потомками атлантов, а некоторые «вырождающиеся представители лемурийской расы» всё ещё существуют.

Ныне существующая Пятая коренная раса (арийская), возникла в северной Азии, распространилась на юг и запад, дав начало цивилизациям, которые уже известны историкам.

## Теософия и человечество
Теософ Гарольд Персиваль в New International Encyclopedia (1905 года издания) писал, что «Человечество — одна большая семья. Все души одинаковы в своей сущности, но различаются по уровню своего развития; каждый имеет отношение к другому и ко всему» (англ. Humanity in one great family. All souls are the same essence, but they difffer in degrees of development; each bears a certain  relation to the others and to the whole.).
Джон Дрисколл (англ. John T. Driscoll) в The Catholic Encyclopedia (1913 год издания) писал, что 

Всеобщее братство человечества является основным положением в теософском учении. Отсюда проистекает проповедь толерантности ко всем индивидам и ко всем разновидностям вер, например буддистов, христиан и атеистов, считая различные религии способами достичь Бога. Различия имеют место, потому что люди различаются по темпераменту, типам, потребностям и ступеням эволюции. Таким образом люди отличаются друг от друга неполнотой понимания истины. Как они <теософы> говорят: «мы не можем позволить себе потерять любую из мировых религий, для каждого есть своя частичная истина и её собственные послания, которые совершенный человек должен получить. Следовательно теософия обращается к людям, как великий миротворец, поскольку она учит, что все религии есть одно и тоже, или, вернее, что все они являются ветвями одного дерева. В этом смысле она нападает на сравнительную мифологию, которая пытается показать, что религия, первоначально бывшая плодом невежества человека, исчезнет с ростом знаний, в то время как на самом деле религия происходит от божественного знания, то есть теософии. Принцип всеобщего братства покоится на „солидарности“ всего живого, всего, что есть, в одной жизни и в одном сознании. Солидарность проистекает из веры в имманентность Бога, единственности и внешнего проявления в многообразии сотворения. Все силы, являются внешними; нет сверхъестественного, кроме сверхчеловеческого и сверхчувственного, то есть большие возможности, чем те, которыми обычно обладает человек, которые, однако, могут быть развиты. Невежество, следовательно, порождает чудо. Таким образом есть личный Бог, и отсюда мадам Блаватская и миссис Безант говорят, что теософия более готова быть принята атеистами и агностиками. Отсюда и Колвилл мог учить, что дух или душа в человеке является единственной реальной и неотъемлемой частью его существа, а все остальное его иллюзии и преходяще. Солидарность, то есть согласная жизнь пронизывает все вещи, таким образом являясь основой морали. Отсюда ошибка одного есть ошибка всех, например вред причиненный одной части человеческого организма порождает боль, которая ощущается во всем теле. В то же время мы говорил, что Бог благ, а человек бессмертен „имманентность Бога оправдывает религии“, то есть искать после Него, что все вещи стремятся к добру и на пользу человека, что человек должен осознавать и сотрудничать со сложившейся системой вещей». Оригинальный текст (англ.)The basic teaching of theosophy is the universal brotherhood of humanity. Hence springs the preaching of toleration to all persons and to all varieties of belief, e.g. Buddhists, Christians, Atheists, It considers the different religions as methods adopted by man in the search for God. They are of necessity various, because men differ in temperament, type, needs, and stages of evolution. Hence they are different and imperfect expressions of truth. As such it says: "we cannot afford to lose any of the world's religions, for each has its partial truth and its characteristic message which the perfect man must acquire." Hence theosophy appeals to men as the great peacemaker, for it teaches that all religions mean one and the same thing, or rather that they are all branches of a single tree. In this sense it attacks comparative mythology which tries to show that religion was originally the fruit of man's ignorance wand will disappear with the increase of knowledge, whereas in fact religion comes from Divine knowledge, i.e. theosophy.
The principle of universal brotherhood rest upon the 'solidarity' of all living, of all that is, in the one life and one consciousness. Solidarity springs from the belief in the immanence of God, the only and external life manifested in the multiplicity of creation. All forces are external; there is no supernatural, except the superhuman and supersensuous, i.e. powers greater that those normally exercised by man, which, however, can be developed. Ignorance therefore makes the miracle. Hence there is on personal God, and fro this reason Madame Blavatsky and Mrs. Besant say that theosophy is more readily embraced by Atheists and Agnostics. Hence also Colville could teach that the spirit or soul in man is the only real and permanent part of his being; everything else pertaining to him is illusory and transitory. Solidarity, i.e. the common life pervading all things, is thus made the basis of morality. Hence a wrong done to one is done to all, as e.g. an injury inflicted on one part of the human organism results in pain diffused and felt throughout. At the same time we are told that God is good and man immortal, that the "immanence of God justifies religion", i.e. the search after Him, that all things move to good and to man's benefit, that man must understand and co-operate with the scheme of things.
Согласно The New Schaff-Herzog Encyclopedia of Religious Knowledge (1911 года издания) без различий расы, цвета кожи или вероисповедания.

## Влияние и оценки теории
Концепция об эволюционном цикле рас является одной из спорных и противоречивых в наше время идей в творчестве Блаватской.
По мнению некоторых исследователей, Елена Блаватская называла расами не антропологические типы, а ступени развития, через которые проходят все человеческие души, эволюционируя посредством повторяющихся воплощений (инкарнаций). Эволюционная теория теософии предполагает развитие человечества до практически безграничного духовного раскрытия по примеру таких фигур как Будда, Христос, Моисей, Лао Цзы и других, которые являются идеалами человеческого устремления.
Некоторые исследователи указывают на наличие в работах Блаватской (в частности, в «Тайной доктрине») так называемых «расовых теорий» (о существовании высших и низших рас). Например, об этом пишут Я. Спейлвогел и Д. Редлс в работе «Расовая идеология Гитлера: содержание и оккультные корни».
Некоторые авторы, например, Д. А. Херрик, полагают, что Блаватская считала, что эволюционные механизмы способствуют вымиранию низших и деградировавших рас и ведут к формированию единственной совершенной и однородной расы. В качестве примера, можно привести следующую цитату Е. П. Блаватской:

Человечество ясно делится на Богом-вдохновленных людей и на низшие существа. Разница в умственных способностях между арийскими и другими цивилизованными народами и такими дикарями, как например, островитяне Южного Моря, необъяснима никакими другими причинами. Никакое количество культуры, никакое число поколений, воспитанных среди цивилизации, не могло бы поднять такие человеческие образцы, как бушмены и веддха с Цейлона и некоторые племена Африки, на тот умственный уровень, на котором стоят арийцы, семиты и, так называемые, туранцы. «Священная Искра» отсутствует в них, и лишь они являются сейчас единственными низшими расами на этой Планете, и по счастью, — благодаря мудрому уравновесию Природы, которая постоянно работает в этом направлении — они быстро вымирают.
Оригинальный текст (англ.)Mankind is obviously divided into god-informed men and lower human creatures. The intellectual difference between the Aryan and other civilized nations and such savages as the South Sea Islanders, is inexplicable on any other grounds. No amount of culture, nor generations of training amid civilization, could raise such human specimens as the Bushmen, the Veddhas of Ceylon, and some African tribes, to the same intellectual level as the Aryans, the Semites, and the Turanians so called. The “sacred spark” is missing in them and it is they who are the only inferior races on the globe, now happily — owing to the wise adjustment of nature which ever works in that direction — fast dying out.
— Blavatsky H. P. The Secret Doctrine. Vol. 2. P. 421.
Или, например, отдельные расы людей Е. П. Блаватская называет «полуживотными» (или «полулюдьми»): например, некоторые аборигены Австралии и Тасмании.
Д. А. Херрик также полагает, что Блаватская поддерживала идею «духовного расизма», согласно которой некоторые расы духовно превосходят остальные. Так, семитскую расу (особенно арабов, но также и евреев), она называет духовно деградировавшей, хотя и достигшей совершенства в материальном аспекте.
Существует также теория, согласно которой оккультные идеи Блаватской, особенно связанные с её учением о расах, легли в основу оформившихся в начале XX века оккультных учений германских авторов (в частности, ариософии Гвидо фон Листа и Ланца фон Либенфельса), которые, в свою очередь, оказали влияние на формирование идеологии Третьего рейха. Соответствующие указания можно найти в работах многих авторов, занимавшихся исследованием нацистских оккультных учений.
Эта теория не подразумевает, что идеи Блаватской сами по себе были нацистскими или что они непосредственно определили мировоззрение Гитлера и его идеологов. Поддерживающие эту теорию авторы считают, что получившие широкое распространение в Германии начала XX века теософские идеи (в первую очередь о расах и мистике природы), были соединены в ариософских учениях с националистическими, нацистскими, расистскими и антисемитскими воззрениями немецких авторов, и именно этот сплав идей, а не сами по себе теософские теории, лёг в основу идеологии Гитлера.
Авторы, поддерживающие эту теорию, отмечают существенные различия во взглядах на расы между нацистскими идеями Гитлера и теософской концепцией Блаватской. В частности они пишут, что у Блаватской арийская раса не отождествляется с германскими народами; она также не выступала за использование силы и считала, что расовая эволюция — это естественный и неизбежный процесс, протекающий по духовным законам.
Учение Блаватской повлияло на ариософию, созданную Гвидо фон Листом и Йёргом Ланцем фон Либенфельсом. Ариософы начали деятельность в Вене накануне Первой мировой войны, объединив идеи народнического (völkisch) немецкого национализма, расизма и оккультизма, который они почерпнули из теософии Блаватской. Они ставили цель предсказать и оправдать будущую эру немецкого мирового порядка и стали одними из предшественников нацизма.
Одним из связующих звеньев учения Блаватской и идеологии нацизма был барон Рудольф фон Зеботтендорф, преданный поклонник Блаватской и основатель Общества Туле, созданного в 1918 году в Мюнхене. Эта организация многое заимствовала из «Тайной доктрины». Среди её членов или близких к нему лиц было несколько будущих нацистских лидеров. Ещё в 1920 году Зеботтендорф называл евреев космическими врагами, и конечной целью, по его мнению должно быть «очищение» от них. Другим связующим звеном был ученик Блаватской Карл Хаусхофер, чьи «геополитические» доктрины служили нацистам до и после 1933 года, и который, как предполагают некоторые, мог познакомить Гитлера с «Тайной доктриной» после их встречи в Ландсбергской тюрьме в 1924 году. Ещё один ученик Блаватской, Дитрих Эккарт, с гордостью заявлял, что посвятил Гитлера в «Тайную доктрину».

### Теософская литература
- Блаватская Е. П. «Тайная доктрина»
- Безант А., Ч. Ледбитер Начало шестой коренной расы
- Синнетт А. П. «Эзотерический буддизм»
- Скотт-Эллиот У. «Лемурия — исчезнувший континент»
- Скотт-Эллиот У. «История Атлантиды»
- Штейнер Р. «Из летописи мира (акаша-хроники)»
- Besant A., Leadbeater C.W. Man: whence, how and whither